# Gulfstream G650
Gulfstream 650 – amerykański samolot dyspozycyjny dalekiego zasięgu, zaprojektowany i zbudowany w wytwórni Gulfstream Aerospace Corporation. Po wybudowaniu prawie sześciuset egzemplarzy, zastąpiony przez model Gulfstream G800. 

## Historia

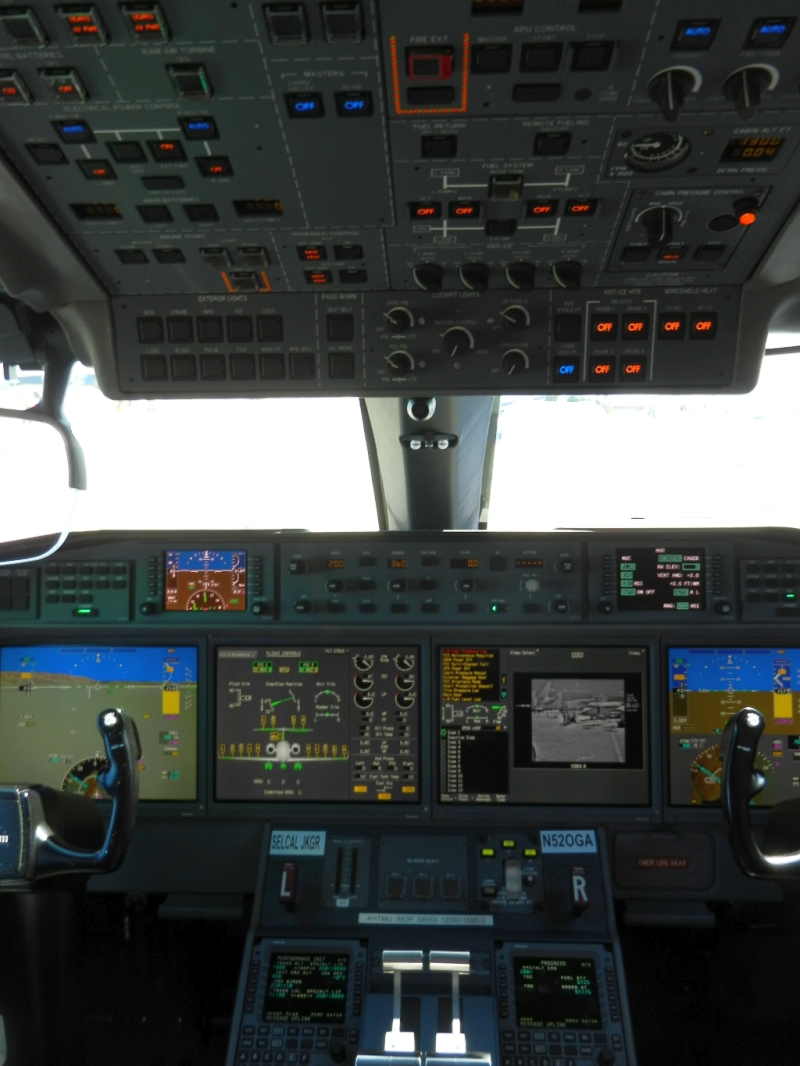
Wnętrze kabiny pilotów samolotu

Projektowanie nowego, dużego samolotu dyspozycyjnego dysponującego dużym zasięgiem lotu, początkowo oznaczonego jako GVI, wytwórnia formalnie rozpoczęła w maju 2005 roku. W 2006 roku zakończono prace projektowe nad skrzydłem maszyny. W 2008 roku, po wykonaniu trwających 1400 godzin prób, zakończono próby w tunelu aerodynamicznym modeli i elementów samolotu. 13 marca 2008 roku o prowadzonych pracach poinformowano opinię publiczną. 26 września 2009 roku wykonano pierwsze próbne kołowanie prototypu. Trzy dni później, 29 września miała miejsce uroczysta ceremonia rollout modelu G650. Maszyna została oblatana 26 listopada 2009 roku, samolot podczas swojego lotu spędził w powietrzu jedynie dwanaście minut. Powodem było wystąpienie w trakcie lotu drgań drzwi podwozia samolotu, które jednak według doniesień producenta nie tworzyły zagrożenia dla samolotu oraz jego załogi. Podczas swojego pierwszego lotu maszyna osiągnęła maksymalną prędkość 315 km/h i wysokość 2012 metrów. Podczas swojego dziewiczego lotu, za sterami maszyny siedzieli starszy pilot doświadczalny Tom Horne i pilot doświadczalny Jake Howard. Na pokładzie towarzyszył im inżynier pokładowy Bill Osborne. Po wyeliminowaniu usterki G650 ponownie wzbił się do lotu 4 grudnia 2009 roku będąc w powietrzu 1 godzinę i 45 minut. Po oblocie rozpoczęto intensywny program prób w locie, podczas którego samolot spędził w powietrzu 1800 godzin. 26 sierpnia 2010 roku producent poinformował o osiągnięciu przez G650 prędkości maksymalnej wynoszącej Ma=0,995. W kwietniu 2011 roku doszło do rozbicia jednego z biorących udział w próbach prototypu. Katastrofa wydarzyła się podczas startu samolotu, w trakcie którego symulowano awarię jednego z silników. Przyczyną była zbyt mała prędkość samolotu. Piloci, starając się poderwać maszynę, doprowadzili do przeciągnięcia i rozbicia samolotu o ziemię. W efekcie zginęła cała załoga prototypu, dwóch pilotów i dwóch techników, którzy znajdowali się podczas próbnego lotu na pokładzie. Skutkiem katastrofy było uziemienie wszystkich biorących udział w testach prototypów do 28 maja tego samego roku. W próbach w powietrzu łącznie wzięło udział siedem samolotów, które wylatały 1800 godzin. W 2011 roku samolot otrzymał tymczasowy certyfikat typu a 7 września 2012 roku samolot otrzymał certyfikat typu od amerykańskiej agencji Federal Aviation Administration, a 27 grudnia tego samego roku maszynę dostarczono pierwszemu odbiorcy, którym był Amerykanin, Preston Henn. 14 listopada 2014 roku wytwórnia dostarczyła setny egzemplarz modelu G650 do odbiorcy, a 31 października 2016 roku dwusetny. Spośród dotychczasowych maszyn w ofercie wytwórni, charakteryzuje się największą kabiną pasażerską, największymi oknami, największą masą i największą ceną jaką odbiorca musi zapłacić. Samolot może przewieźć na swoim pokładzie do 19 pasażerów. Specjalnie z myślą o produkcji modelu G650 w Savannah (Georgia) w stanie Georgia wybudowano od podstaw nową halę produkcyjną. 3 lipca 2013 roku G650 wykonał rekordowy lot dookoła świata. Wystartował z San Diego w Kalifornii i skierował się na zachód. Po międzylądowaniu na Guam, w Dubaju i na Wyspach Zielonego Przylądka ponownie wylądował w San Diego. Maszyna pokonał odległość 37 614 km w czasie 41 godzin i 7 minut. 18 maja 2014 roku podczas wystawy zorganizowanej przez European Business Aviation Association poinformował o wprowadzeniu do sprzedaży wersji o wydłużonym zasięgu G650ER (Extended Range). Wersja ta dysponuje zasięgiem 13 890 km. W październiku 2014 roku G650ER otrzymał certyfikat typu, a pierwsze dostawy rozpoczęto w listopadzie tego samego roku, kilka tygodni przed planowanym terminem rozpoczęcia dostaw. Wariant ER dysponuje dodatkowym zbiornikiem paliwa umieszczonym w centropłacie, zwiększa to zapas paliwa o blisko dwie tony w porównaniu do standardowej wersji G650. Dodatkowy zbiornik paliwa wymagał wzmocnienia struktury płata samolotu. Również w 2014 roku zastosowane w konstrukcji samolotu rozwiązania technologiczne znalazły uznanie w oczach organizacji National Aeronautic Association, która przyznała jej nagrodę Colliera (Collier Trophy). W lutym 2015 roku G650ER z czteroosobową załogą na pokładzie przeleciał z White Plains do Pekinu w czasie 13 godzin i 20 minut, pokonując w powietrzu 12 851 km, a następnie z Pekinu do Savannah w czasie 12 godzin, pokonując dystans 12 171 km. Z kolei 18 maja 2016 roku wytwórnia poinformowała o locie jaki odbył się w marcu tego samego roku. 11 marca 2016 roku G650ER wystartował z Sydney o 07:11 rano i po 12 godzinach i 40 minutach lotu wylądował w Los Angeles. Maszyna pokonała trasę liczącą 12 260 km ze średnią prędkością Ma=0,86. Rekord w szybkości pokonania tej trasy w klasie samolotów dyspozycyjnych został już uznany przez amerykańskie stowarzyszenie National Aeronautic Association. Łącznie samolot może poszczycić się 60 rekordami w szybkości przelotu pomiędzy różnymi lotniskami. W październiku 2016 roku wytwórnia dostarczyła odbiorcy dwusetny egzemplarz G650. G650 był również wstępnie rozpatrywany przez wytwórnie Northrop Grumman jako potencjalny następca samolotu Northrop Grumman E-8 Joint STARS dla United States Air Force, ale ostatecznie Northrop wybrał mniejszą platformę, którą ma zostać Gulfstream G550.
12 lutego 2025 roku, producent poinformował o zbudowaniu ostatniej maszyny typu Gulfstream G650. Po wybudowaniu 598 samolotów G650, które w momencie ukończenia ostatniego egzemplarza spędziły w powietrzu ponad milion godzin, w ofercie producenta ten typ zostanie zastąpiony przez model Gulfstream G800.